# Aitana
 (décembre 2019).
Si vous disposez d'ouvrages ou d'articles de référence ou si vous connaissez des sites web de qualité traitant du thème abordé ici, merci de compléter l'article en donnant les références utiles à sa vérifiabilité et en les liant à la section « Notes et références ».

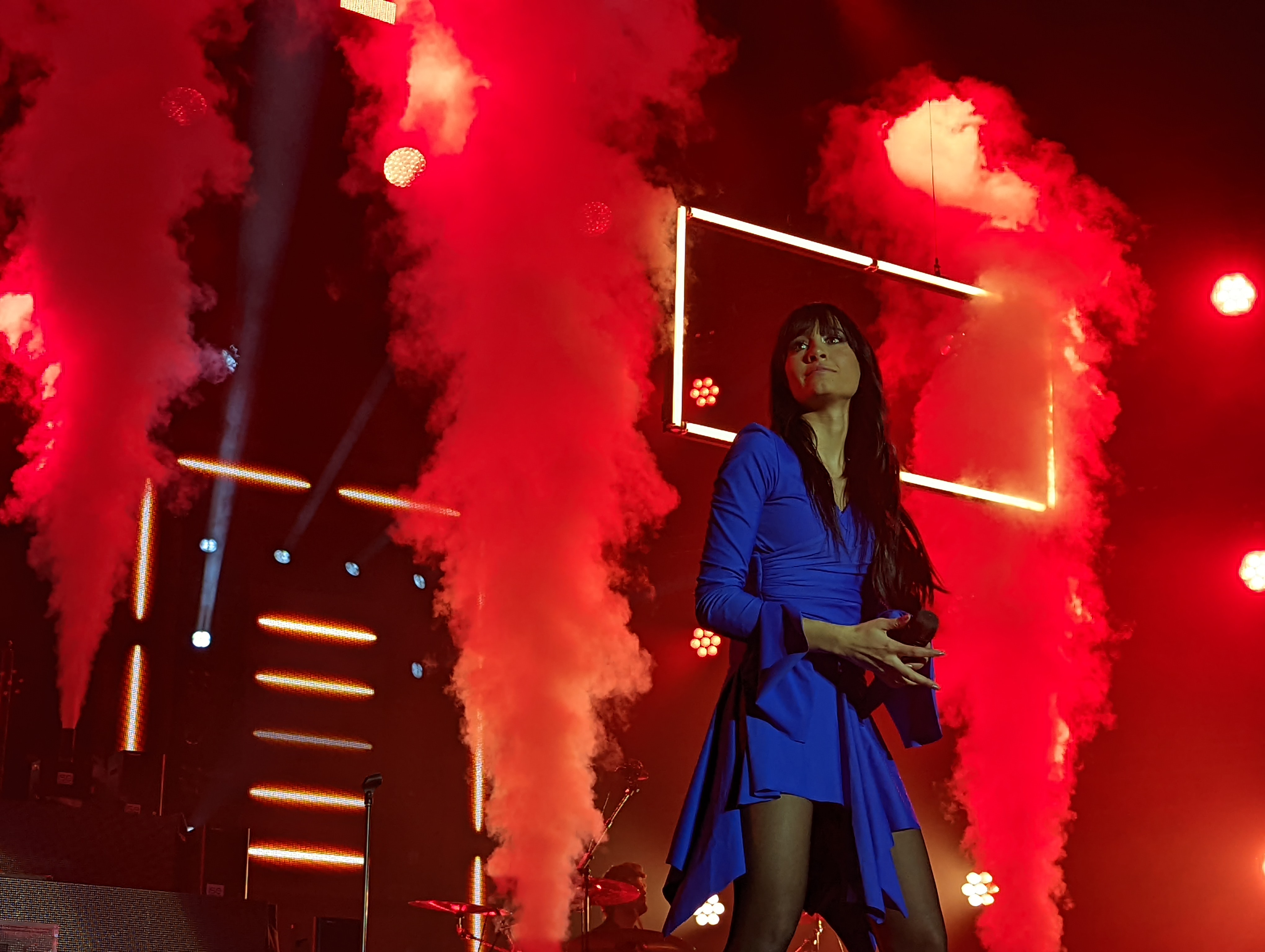
Aitana en concert au Palau Sant Jordi en décembre 2021.

Aitana Ocaña Morales (née à Sant Climent de Llobregat, Catalogne, le 27 juin 1999), plus connue sous le nom **Aitana**, est une chanteuse et actrice espagnole. Elle s’est fait connaître lors de la neuvième saison du télé-crochet espagnol Operación Triunfo, où elle termine deuxième.

## Biographie
Aitana est née à Barcelone le 27 juin 1999, fille unique de Cosme Ocaña et Belén Morales, et a grandi à Viladecans avant de s’installer à Sant Climent de Llobregat.

## Carrière musicale
En 2018, elle publie son premier EP *Tráiler*.
Elle sort son premier album *Spoiler* le 7 juin 2019 via Universal Music Spain.
Elle entame ensuite sa première tournée, la *Play Tour*, de juin à décembre 2019.
En décembre 2020, elle sort son deuxième album *11 Razones*.
Sa tournée « 11 Razones Tour » débute le 1er juillet 2021 à Barcelone (Festival Jardins de Pedralbes) et se termine le 20 décembre 2022 à Madrid, avec une extension intitulée *11 Razones + Tour* en 2022, incluant l’Amérique latine.

## Concerts stadium
Elle devait faire deux concerts au Santiago Bernabéu (28 et 29 décembre 2024), devenant la première artiste féminine à s’y produire. Cependant, ces concerts ont été reprogrammés aux **27 et 28 juin 2025** pour des raisons techniques du stade.

## Discographie

### Albums studio
- 2019 : Spoiler[4]
- 2020 : 11 Razones[6]
- 2023 : Alpha

 (août 2025).
Si vous disposez d'ouvrages ou d'articles de référence ou si vous connaissez des sites web de qualité traitant du thème abordé ici, merci de compléter l'article en donnant les références utiles à sa vérifiabilité et en les liant à la section « Notes et références ».

### EP
- 2018 : Tráiler[3]

### Tournées
- 2019 : Play Tour[5]
- 2021–2022 : 11 Razones Tour (incl. extension *11 Razones + Tour*)[7]
- 2023 : Alpha Tour

 (août 2025).
Si vous disposez d'ouvrages ou d'articles de référence ou si vous connaissez des sites web de qualité traitant du thème abordé ici, merci de compléter l'article en donnant les références utiles à sa vérifiabilité et en les liant à la section « Notes et références ».

## Œuvres
- 2018 : La tinta de mis ojos (Ed. Alfaguara)  (ISBN 8420434035)

 (août 2025).
Si vous disposez d'ouvrages ou d'articles de référence ou si vous connaissez des sites web de qualité traitant du thème abordé ici, merci de compléter l'article en donnant les références utiles à sa vérifiabilité et en les liant à la section « Notes et références ».